# Jōyō, Kyōto
Jōyō (城陽市 Jōyō-shi) là một thành phố thuộc phủ Kyōto, Nhật Bản.